# Der Fluch der schwarzen Schwestern
Der Fluch der schwarzen Schwestern (Verweistitel Das Schloss der schwarzen Hexen; Sexorgien der schwarzen Hexen; Veil of Blood – Der Fluch der schwarzen Schwestern; Black Night – Sexorgien der schwarzen Hexen; Die Schwester des Bösen) ist ein schwedisch-schweizerisch-deutscher Horror- und Erotikfilm von Joseph W. Sarno aus dem Jahr 1973.

## Handlung
Eingebettet in den Bergen Deutschlands steht ein Schloss, in dem drei junge Frauen, die Schwestern Helga und Monika und deren Freundin Iris, Baroness Varga, einer mittelalterlichen Vampirin, in satanischen und erotische Ritualen huldigen. Die beiden jungen Frauen sind Nachfahren der lesbischen Vampirin, die wiederum eine Nachfahrin der Gräfin Elizabeth Báthory ist. Um an ihr Erbe zu gelangen, sind Helga und Monika gezwungen, ein Jahr auf dem Schloss von Varga zu verbringen. Vargas Seele, die in den Körpern ihrer Nachfahren gefangen ist, benötigt einen Frauenkörper, damit dieser ihre reinkarnierte Seele aufnimmt. Es muss aber der richtige sein.
Die vorwiegend schwarz gekleidete Verwalterin Wanda, die das Schloss zusammen mit ihren satanischen Schwestern in Geist und Körper verwaltet, handelt im Auftrag von Varga und bringt die Frauen dazu, ihren geheimsten Trieben nachzugeben.
Als das Auto des Geschwisterpaars Peter und Julia in der Nähe des Schlosses liegenbleibt, suchen sie dort Hilfe und Zuflucht. Julia, eine junge Ärztin, die sich mit dem Thema Aberglauben und Mythologie befasst, wird schnell gewahr, dass im Schloss etwas Böses sein Unwesen treibt. Doch auch die Geschwister werden in das perverse Treiben hineingezogen. Sie ahnen nichts davon, dass es Vargas Vorhaben und Wunsch ist, an den Nachkommen ihrer einstigen Richter Rache zu üben.

## Produktionsnotizen
Für den Film benötigte die Produktionsfirma Monarex, Saga Film 22 Tage Drehzeit. Joseph W. Sarno gehörte zu den Pionieren des amerikanischen Sexploitationfilms der 1960er-Jahre.

## Rezeption

### Veröffentlichung
Der Film hatte in der Bundesrepublik Deutschland am 16. Oktober 1973 Premiere. 1974 wurde er in Kanada (unter dem Titel Plaything of the Devil), in den USA (The Curse of the Black Sisters bzw. The Devil’s Plaything bzw. Vampire Ecstasy), in Schweden (Den pornografiska jungfrun bzw. Möte med djävulen), in Frankreich (Le Château des messes noires bzw. Les vierges des messes noires) und in Japan veröffentlicht, 1977 in Dänemark (Satankultens sexofre) und 1981 in Portugal (Recalcamentos Sexuais). Veröffentlicht wurde er zudem in Belgien (De vlock der zwartze zusters), im Vereinigten Königreich (The Devil’s Plaything), in Hongkong (Veil of Blood), Italien (Ancora di più…) und in der Sowjetunion (Кровавые оргии чёрных сестер).

### Kritik
Das Lexikon des internationalen Films vermerkte: 

„400 Jahre nach ihrer Verbrennung wird eine junge Baronesse zum Vampir wiedererweckt, um an Nachfolgern ihrer damaligen Richter Rache zu nehmen. Vorwiegend erotisch ausgerichteter, verworrener Horrorfilm mit Elementen von Satanismus, Okkultismus und diversen parapsychologischen Phänomenen.“

Auf der Seite 10K bullets heißt es, der Film stütze sich „mehr auf Bilder als auf einen Dialog“. Dieser sei nur „spärlich“. Zwar gebe es im Film „viele schöne Frauen“ und „jede von ihnen“ sei „nackt“ noch bevor der Film dem Ende zugehe. Die Geschichte sei jedoch eher Standard, werde aber durch „Sarnos hypnotisierende Fotografie“ angehoben und wäre in den „Händen eines geringeren Regisseurs bestenfalls durchschnittlich“ geworden. Insgesamt sei der Film jedoch „erotischer und verführerischer als Jean Rollins lesbische Vampirfilme“.
Justin Richards von blueprint:review meinte, der Film sei zugegebenermaßen schön gedreht, aber gleichzeitig auch frustrierend. Es schlängele sich im Schneckentempo dahin, die Aufnahmen seien ohne Sinn und Verstand aneinandergereiht, es erkläre sich nicht wirklich, wer wer sei und die Dialoge seien schwerfällig. Keiner der Charaktere sei besonders sympathisch und das Filmende unterkühlt.
Auf der Seite Horrorview hieß es, dieser Film sei sehr untypisch für den Rest von Sarnos Filmografie, da das Genre Horror eigentlich nicht seins gewesen sei. Da Vermarkter Chris Nebe aber einen Horrorfilm habe haben wollen, habe Sarno versucht, einen zu liefern. Die generell peinlichen Darbietungen der meisten Darsteller – eine Mischung aus Soft- und Hardcore-Darstellern (von denen viele das Ende der siebziger Jahre nicht überlebt hätten) – die versuchten, richtige Schauspieler zu sein, verleihe dem Film einen eher charmanten amateurhaften Anstrich. Schweizerisches Setting und verfallenes gotisches Interieur würden zudem helfen, die Risse, die durch die schwachen Dialoge und das hauchdünne Plotting entstanden seien, zu stützen. Fazit: Vampire Ecstasy sei eigentlich ein unwesentlicher und ungenügender Horrorfilm, aber mehr als ausreichend als Beispiel für Softcore-Euro-Kult-Horrotica Mitte der Siebziger, ohne die märchenhafte Atmosphäre von Rollins Filmen vielleicht, oder den sehnsüchtigen sexuellen Existentialismus des Primos Franco, noch voller evokativer Bilder.